# Everybody Have Fun Tonight
Everybody Have Fun Tonight is een nummer van de Britse band Wang Chung uit 1986. Het is de eerste single van hun vierde studioalbum Mosaic.
In het nummer noemt de Wang Chung een aantal keer de eigen bandnaam. "Dat was één van de weinige goede commerciële keuzes die we als band hebben gemaakt," aldus frontman Jack Hues. Oorspronkelijk zou de plaat een ballad zijn, maar de band besloot het later juist om te dopen tot een vrolijk nummer. "Everybody Have Fun Tonight" flopte in het Verenigd Koninkrijk met een 76e positie, maar in Amerika werd het wél een hele grote hit. In het Nederlandse taalgebied werd het nummer een bescheiden succes; met een 30e positie in de Nederlandse Top 40, en een 19e positie in de Vlaamse Radio 2 Top 30.